# Da Silva
Valdenir da Silva Vitalino (ur. 21 lutego 1977) – brazylijski piłkarz występujący na pozycji pomocnika.

## Kariera piłkarska
Od 2001 do 2010 roku występował w Entrerriense, Bangu AC, Madureira, CR Vasco da Gama, CR Flamengo, FC Seoul, Ponte Preta, Tokushima Vortis, Cabofriense i Macaé.